# Hatakarasa
Hatakarasa – oszałamiający napój, istniejący według mitologicznych opisów w królestwie Atalaloka hinduistycznego świata podziemnego Patala. Hatakarasa podawana jest gościom odwiedzającym Atalalokę. Powoduje on po spożyciu odczucie bycia równym bogom.